# North Salem (New York)
North Salem è un comune degli Stati Uniti d'America, situato nello stato di New York, nella contea di Westchester.